# Kamal Kadimi
 (avril 2022).
La mise en forme du texte ne suit pas les recommandations de Wikipédia : il faut le « wikifier ».
Les points d'amélioration suivants sont les cas les plus fréquents. Le détail des points à revoir est peut-être précisé sur la page de discussion.
- Les titres sont pré-formatés par le logiciel. Ils ne sont ni en capitales, ni en gras.
- Le texte ne doit pas être écrit en capitales (les noms de famille non plus), ni en gras, ni en italique, ni en « petit »…
- Le gras n'est utilisé que pour surligner le titre de l'article dans l'introduction, une seule fois.
- L'italique est rarement utilisé : mots en langue étrangère, titres d'œuvres, noms de bateaux, etc.
- Les citations ne sont pas en italique mais en corps de texte normal. Elles sont entourées par des guillemets français : « et ».
- Les listes à puces sont à éviter, des paragraphes rédigés étant largement préférés. Les tableaux sont à réserver à la présentation de données structurées (résultats, etc.).
- Les appels de note de bas de page (petits chiffres en exposant, introduits par l'outil «  Source ») sont à placer entre la fin de phrase et le point final[comme ça].
- Les liens internes (vers d'autres articles de Wikipédia) sont à choisir avec parcimonie. Créez des liens vers des articles approfondissant le sujet. Les termes génériques sans rapport avec le sujet sont à éviter, ainsi que les répétitions de liens vers un même terme.
- Les liens externes sont à placer uniquement dans une section « Liens externes », à la fin de l'article. Ces liens sont à choisir avec parcimonie suivant les règles définies. Si un lien sert de source à l'article, son insertion dans le texte est à faire par les notes de bas de page.
- La présentation des références doit suivre les conventions bibliographiques. Il est recommandé d'utiliser les modèles {{Ouvrage}}, {{Chapitre}}, {{Article}}, {{Lien web}} et/ou {{Bibliographie}}. Le mode d'édition visuel peut mettre en forme automatiquement les références.
- Insérer une infobox (cadre d'informations à droite) n'est pas obligatoire pour parachever la mise en page.

Pour une aide détaillée, merci de consulter Aide:Wikification.
Si vous pensez que ces points ont été résolus, vous pouvez retirer ce bandeau et améliorer la mise en forme d'un autre article.
Kamal Kadimi (arabe : كَمَال كَاظْمِي) est un acteur marocain, né à Marrakech en 1962.

## Carrière
Kamal Kadimi est un acteur marocain connu pour ses nombreux rôles dans des séries, des films et des émissions de télévision. Il a commencé sa carrière dans les années 2000 et est devenu une figure populaire dans l'industrie cinématographique marocaine. 
Parmi les séries les plus connues auxquelles il a participé figurent "Khawa", "Hadidan" et "Hadidan à Gueliz". Il a également joué dans des émissions telles que "L'île au trésor" et "StandUp" (S1), ainsi que dans des productions de théâtre et de films.
En 2017, Kamal Kadimi a joué dans le film "Couleurs En Exil" aux côtés de l'actrice Amal Sakr. Il a également continué à apparaître dans des séries télévisées populaires au Maroc, notamment "Bint Al Nas", "Ras Al Mahayin" et "Al Khawa".
Grâce à ses performances réussies, Kamal Kadimi est devenu l'un des acteurs les plus appréciés et les plus reconnus du Maroc. Il continue de travailler dans l'industrie du divertissement et de divertir les téléspectateurs avec ses rôles variés et sa présence charismatique à l'écran.

## Filmographie

### Séries
- Vagabond (série télévisée, 2019)
- Hadidan
- Fawazeer Solo Hadidan
- Hadidan à Gueliz
- Lalla Fatima
- La fille du peuple
- Une heure en enfer
- Alkhawa
- Benkalo
- Al-Awni
- Pomegranate
- Bartal
- Rommana et Bartal
- Ras Lamhain
- Sisters
- Hadidan et la fille d'Al-Haraz[2]

### Films
- 2009 : Allo 15
- 2009 : Un homme au-dessus de tout soupçon
- 2014 : Couleurs en Exil
- 2016 : Dallas
- 2017 : Rumeur
- 2018:  Kilikis Dawar Alboum
- 2018 : Jamal Afina
- 2020 : ElKonji

### Programmes TV
- L'Île au trésor
- Standup : Membre du Jury
- Rachid Show
- Jar o Majrour
- Wa9ila howa
- Lalla Laaroussa : Animateur

## Théâtre
- Almofatich
- Aswifoun
- Ala Salama
- Jules César
- Khfet Rjel
- Tranzit
- Hdit o Moghzel
- Aljamra
- Le Vent